# Borås församling
Borås församling var en församling  i Skara stift i nuvarande Borås kommun. Församlingen delades 1939 upp i Borås Caroli församling och Borås Gustav Adolfs församling.

## Administrativ historik
Församlingen bildades 1622 som en stadsförsamling till Borås stad genom en utbrytning ur Torpa församling. Den 1 januari 1911 (enligt beslut den 10 juni 1910) återförenades församlingarna genom att Torpa församling (med 2 451 invånare den 31 december 1910 och omfattande en areal av 88,45 km², varav 81,86 km² land) uppgick i Borås församling. Församlingen delades 1 januari 1939 (enligt beslut den 17 juni 1938) upp i två församlingar, den västra benämnd Borås Caroli församling (med 22 048 invånare den 31 december 1938) och den östra benämnd Borås Gustav Adolfs församling (med 24 880 invånare).

### Pastorat
- 1622 till 24 januari 1628 annexförsamling i pastoratet Fristad, Torpa, Borgstena, Gingri och Borås.
- 24 januari 1628 till 1650 moderförsamling i pastoratet Borås, Fristad, Torpa, Borgstena, Gingri.
- 1650 till 1671 moderförsamling i pastoratet Borås, Brämhult, Fristad, Torpa, Borgstena, Gingri.
- 1672 till 1689 moderförsamling i pastoratet Borås, Torpa och Brämhult.
- 1689 (enligt beslut år 1680 och 1687) till 1860 moderförsamling i pastoratet Borås, Brämhult, Fristad, Torpa, Borgstena och Gingri.
- 1860 till 1 januari 1911 moderförsamling i pastoratet Borås, Torpa och Brämhult.
- 1911 till 1 januari 1939 moderförsamling i pastoratet Borås och Brämhult.

## Befolkningsutveckling
| Befolkningsutvecklingen i Borås församling 1805–1935 | Befolkningsutvecklingen i Borås församling 1805–1935 | Befolkningsutvecklingen i Borås församling 1805–1935 | Befolkningsutvecklingen i Borås församling 1805–1935 | Befolkningsutvecklingen i Borås församling 1805–1935 |
| --- | ---------------------------------------------------- | ---------------------------------------------------- | ---------------------------------------------------- | ---------------------------------------------------- |
| |                                                      |                                                      |                                                      |                                                      |
| År |                                                      |                                                      | Folkmängd                                            |                                                      |
| 1805 | 1805                                                 |                                                      | 1 792                                                |                                                      |
| 1810 | 1810                                                 |                                                      | 1 750                                                |                                                      |
| 1820 | 1820                                                 |                                                      | 2 053                                                |                                                      |
| 1830 | 1830                                                 |                                                      | 2 194                                                |                                                      |
| 1840 | 1840                                                 |                                                      | 2 378                                                |                                                      |
| 1850 | 1850                                                 |                                                      | 2 733                                                |                                                      |
| 1860 | 1860                                                 |                                                      | 2 988                                                |                                                      |
| 1870 | 1870                                                 |                                                      | 3 251                                                |                                                      |
| 1880 | 1880                                                 |                                                      | 4 723                                                |                                                      |
| 1890 | 1890                                                 |                                                      | 8 106                                                |                                                      |
| 1900 | 1900                                                 |                                                      | 15 837                                               |                                                      |
| 1910 | 1910                                                 |                                                      | 23 992                                               |                                                      |
| 1920 | 1920                                                 |                                                      | 28 226                                               |                                                      |
| 1930 | 1930                                                 |                                                      | 38 235                                               |                                                      |
| 1935 | 1935                                                 |                                                      | 43 365                                               |                                                      |
| Anm: 1911 inkorporerades Torpa församling. För åren 1805-1935: befolkning enligt folkräkning 31 december enligt den administrativa indelningen den 1 januari följande år. |                                                      |                                                      |                                                      |                                                      |

## Kyrkor
- Caroli kyrka
- Gustav Adolfs kyrka

## Organister
| Period     | Namn                         | Levnadstid      | Övrigt   |
| ---------- | ---------------------------- | --------------- | -------- |
| 1641       | Johan Lambertsson            |                 | Organist |
| 1640-talet | Mattias Lambertsson Kron     | ca 1621–        | Organist |
| 1647?      | Samuel                       |                 | Organist |
| 1649–1671  | Mikael Wanske (Vansche)      | cirka 1620–1671 | Organist |
| 1671–1677  | Olof Andersson Tådenius      | –1677           | Organist |
| 1677–1681  | Johan Ross den yngre         | ca 1650–1716    | Organist |
| 1693       | Henrik Stolpenberg           |                 | Organist |
| 1694       | Hans Nilsson Lindekrok       |                 | Organist |
| 1695–1708  | Abraham Kumblaeus            | 1671–1708       | Organist |
| 1709–1736  | Hans Henrik Cahman den yngre | ca 1680–1736    | Organist |
| 1736–1767  | Johan Cahman                 | 1707–1767       | Organist |
| 1768/1769  | Anders Wesström              | 1721–1781       | Organist |
| 1769–1783  | Magnus Stenman               | 1750–1819       | Organist |
| 1785–1800  | Jakob Wallgren               | ca 1753–1800    | Organist |
| 1800–1826  | Anders Stenman               | 1773–1826       | Organist |
| 1827–1837  | Johan Ekström                | 1803–           | Organist |
| 1836–1837  | Per Oléhn                    | ca 1811–1885    | Organist |
| 1837–1858  | Jonas Fredrik Sjöberg        | 1803–1858       | Organist |